# PixelJunk

Logo de la série PixelJunk

Pour les articles homonymes, voir Pixels (homonymie).
PixelJunk est une série de jeux vidéo développée par la société japonaise Q-Games à l'origine sur PlayStation 3 proposé en téléchargement sur le PlayStation Network et plus tard sur PlayStation Portable et PC via Steam, certains jeux de la série sortiront ensuite sur console xbox et Nintendo avec une version deluxe de PixelJunk Monsters et PixelJunk Monsters 2. Un jeu dérivé en réalité virtuelle appelé Dead Hungry est aussi sorti.

## Concept
La série PixelJunk comprend des jeux au concepts variés, caractérisés par une prise en main aisée et des graphismes minimalistes en haute définition (1080p), ainsi que la possibilité de jouer en multijoueur en salon.

## Jeux

### PixelJunk Racers
Un jeu de course ressemblant au course de voiture téléguidé.

#### PixelJunk Racers: 2nd Lap
Ce jeu est une version améliorée de Racers. Des trophées et un contre la montre avec des fantômes d'autre joueurs sont inclus.

### PixelJunk Monsters
Tower Defense dans lequel le personnage Tikiman doit protéger son village de diverses créatures.

### PixelJunk Eden
Jeu de plateforme avec un accent sur l'exploration. Les niveaux sont formés de fleurs, arbres et roches, qu'il faut activer en récupérant le pollen aux alentours.

### PixelJunk Shooter
Jeu où l'on contrôle un vaisseau à travers des grottes, où les propriétés des éléments du terrain (eau, lave, vapeur, ...) permettent de se frayer un chemin.

#### PixelJunk Shooter 2
Suite de Shooter. En plus du mode solo, un Multijoueur en ligne inclus.

#### PixelJunk SideScroller
Jeu de tir dans un vaisseau, aux couleurs flashy et plutôt exigeant, ce jeu est un hommage certain aux SideScrollers classiques.

### PixelJunk 4am
Un jeu musical qui sert à la fois de visualiseur de musique. Se joue avec le PlayStation Move.

### PixelJunk Nom Nom Galaxy
Dans ce jeu, vous êtes chef d'une entreprise chargé de faire des soupes pour la galaxie. Il y a plusieurs terrains situés sur plusieurs planètes. Votre but est d'atteindre 100 % de la part du marché avant que votre concurrent l’atteigne. Améliorez votre usine et placez-y des robots faisant la moitié du travail à votre place.

### PixelJunk Monsters 2
Suite de Monsters, propose des mécaniques similaires ainsi que plusieurs nouvelles. Premier jeu en 3D de la série et le premier à ne pas être un exclusivités PlayStation Network, car le jeu sort aussi sur PC, Xbox One et Nintendo Switch.

### PixelJunk Raiders
Exclusivité de Google Stadia, il s'agit d'un rogue-like 3D qui plonge le joueur dans un univers de science-fiction digne des créations de Moebius. Votre mission est de sauver Tantal et les Tantalliens, une planète envahie par de féroces monstres.